# 阿久比駅
阿久比駅（あぐいえき）は、愛知県知多郡阿久比町大字阿久比にある名古屋鉄道河和線の駅。駅番号はKC08。有人駅。
全営業列車が停車する。

## 歴史
かつては坂部駅が町の代表駅で急行が停車していたが、役場に近い代表駅を造る目的で当駅が開設された。この際、隣接する椋岡駅とは至近距離になるため、椋岡駅を統合・廃止しようとしたが、地元の反対で実現しなかった。しかしその後、椋岡駅に停車する列車は朝夕数本のみに減少し、2006年12月16日を以て廃止された。

### 年表
- 1983年（昭和58年）7月21日 - 開業[1]。
- 1998年（平成10年）3月 - 阿久比駅前土地区画整理事業の竣工。それを記念してモニュメント「明日（あした）へ」が駅前ロータリーに設置される。
- 2006年（平成18年） 7月14日 - 共通SFカードシステム「トランパス」導入。終日有人化[3]。
- 2008年（平成20年）12月27日 - ダイヤ改正により特急停車駅に昇格[4]。
- 2011年（平成23年）
  - 2月11日 - ICカード乗車券「manaca」供用開始。
  - 3月26日 - ダイヤ改正により快速特急の設定がなくなり、全列車が停車するようになる。
- 2012年（平成24年）2月29日 - トランパス対応カード利用終了により供用終了。
- 2015年（平成27年）6月1日 - 改札口と2本のホームを結ぶ渡線橋およびエレベーターや点字式の案内、多機能トイレの設置などのバリアフリー化が完成[5]。LED表示の列車案内と駅自動放送も導入された。
- 2024年（令和6年）
  - 8月 - 入換信号機と4番線下り出発信号機の供用開始。
  - 9月28日 - 特殊勤務駅となる[6]。

## 駅構造
島式ホーム2面4線、8両対応のホームを持つ地上駅。特殊勤務駅で、7:30 - 10:30に窓口が営業する。2024年（令和6年）9月27日までは終日駅員配置駅だった。ホームは阿久比川の支流を跨ぐ橋梁から続く築堤上にあり、改札口とはトンネル通路で繋がっている。開業時より階段のみだったが、2015年（平成27年）6月1日にエレベーターの設置や警告ブロックなどのバリアフリー化工事が完成した。河和線の途中では唯一、上下線とも待避可能な駅であるため、多くの特急・急行と普通が緩急接続を行う。下りでは、河和行き特急は知多半田行き普通に接続する。土休日の午後は普通列車が15分程度待避するため、普通から急行へ、特急から普通への乗り継ぎは1分で済むが、急行から特急または普通へ、普通から特急への乗り継ぎはあまり良くない。高横須賀駅～坂部駅間から普通知多半田行きに乗車し、知多新線の駅に向かうには当駅で特急に乗り換え、富貴駅で再び乗り換える必要があるが、15分程度待たされることになる。上り（太田川方面）は当駅を過ぎると、太田川駅まで待避ができないが、日中の半数は同駅ではなく更に2つ名古屋寄りの常滑線聚楽園駅で待避する。臨時列車が運転される場合、当駅で待避することがある。改札口は西側のみであるが、改札外のガードを通って線路の東側からも行き来が可能である。

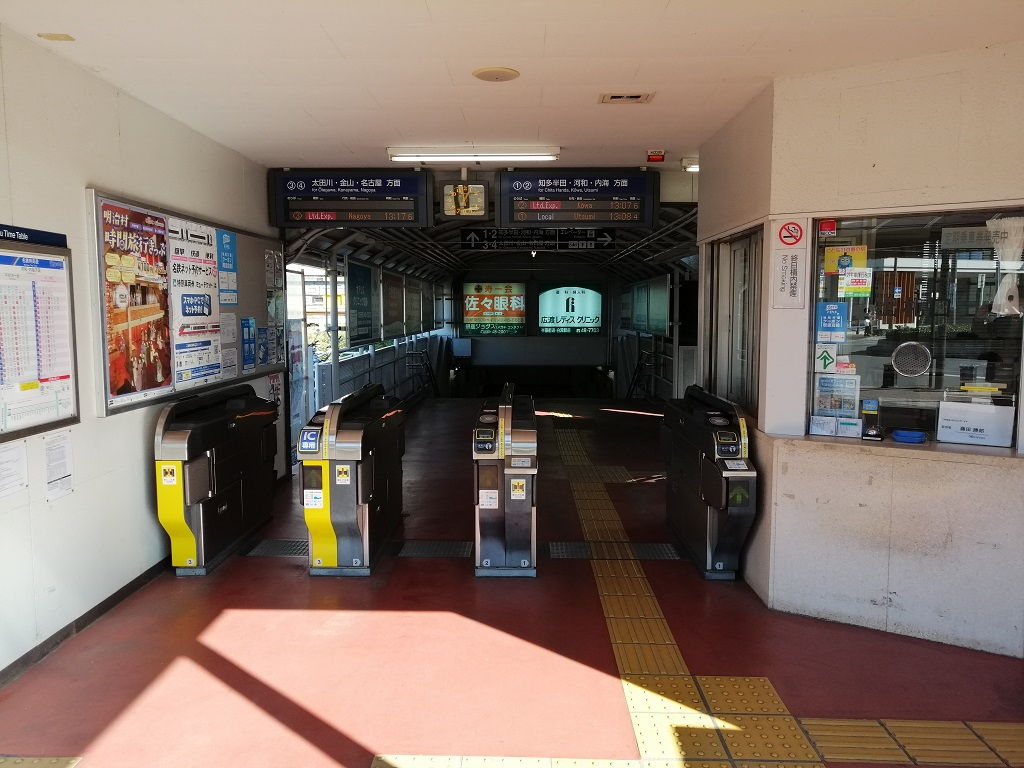
改札口
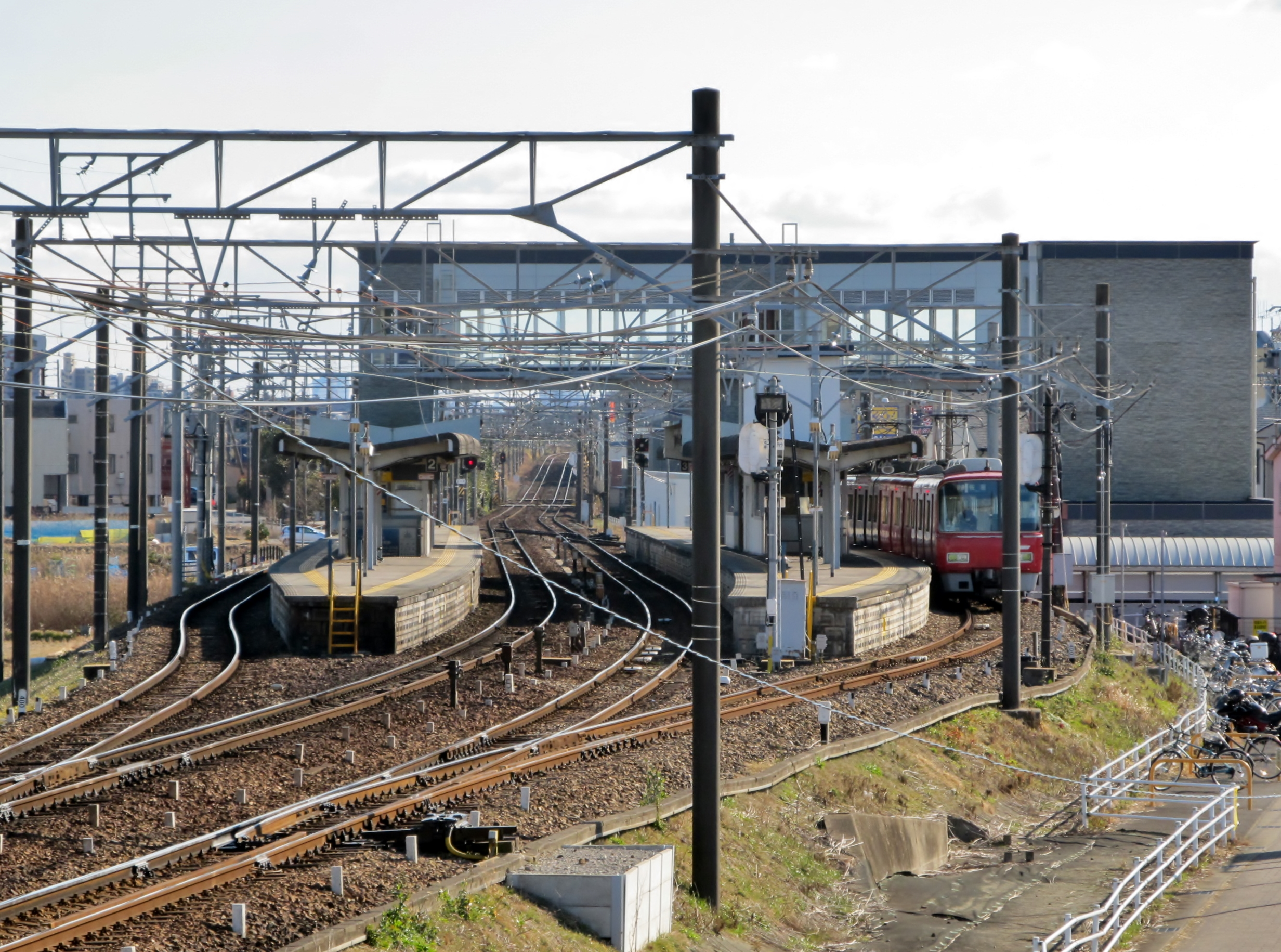
ホーム
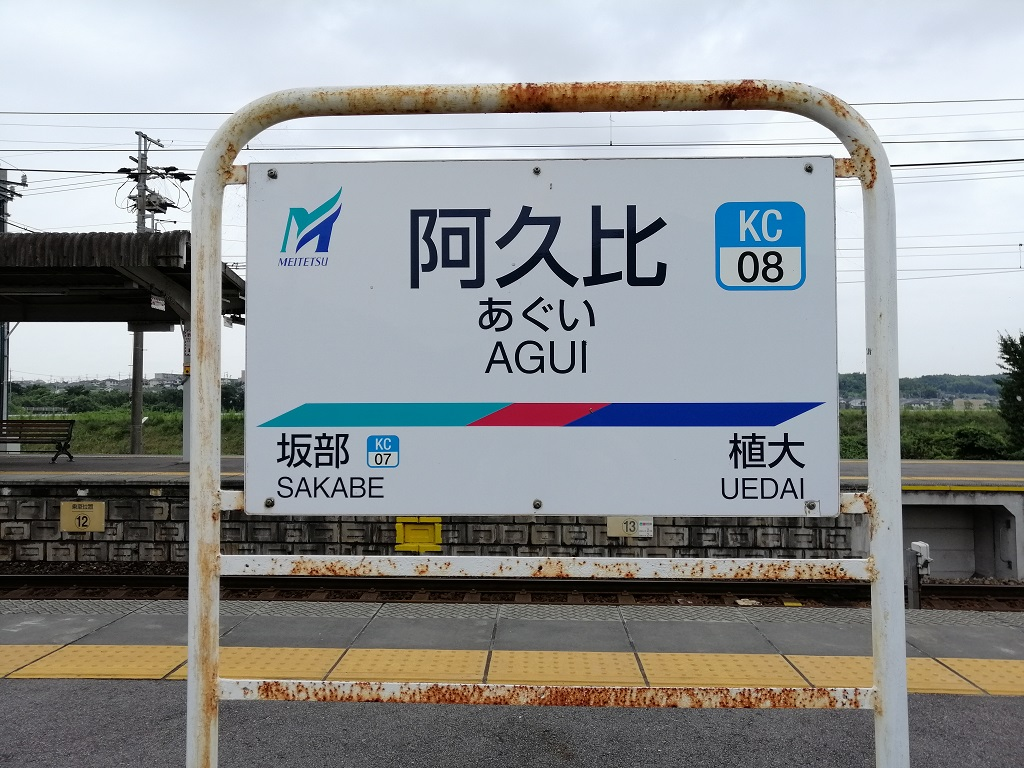
駅名標

### のりば
| 番線 | 路線      | 方向 | 行先                         |
| ---- | --------- | ---- | ---------------------------- |
| 1・2 | KC 河和線 | 下り | 河和・内海方面               |
| 3・4 | KC 河和線 | 上り | 太田川・金山・名鉄名古屋方面 |

### 配線図
| ← 太田川・ 名古屋方面 | 阿久比駅 構内配線略図 | → 知多半田・ 河和方面 |
| 凡例 出典:            |                       |                       |

## 利用状況
- 「移動等円滑化取組報告書」によれば、2021年度の1日平均乗降人員は5,384人である[2]。
- 『名鉄120年：近20年のあゆみ』によると2013年度当時の1日平均乗降人員は5,875人であり、この値は名鉄全駅（275駅）中68位、河和線・知多新線（24駅）中9位であった[9]。
- 『名古屋鉄道百年史』によると1992年度当時の1日平均乗降人員は4,892人であり、この値は岐阜市内線均一運賃区間内各駅（岐阜市内線・田神線・美濃町線徹明町駅 - 琴塚駅間）を除く名鉄全駅（342駅）中95位、河和線・知多新線（26駅）中9位であった[10]。
- 「知多半島の統計」によると、当駅の各年度の1日平均乗車人員は以下の通りである[11]。

| 年度               | 1日平均 乗車人員 |
| ------------------ | ---------------- |
| 2010年（平成22年） | 2,578            |
| 2011年（平成23年） | 2,702            |
| 2012年（平成24年） | 2,796            |
| 2013年（平成25年） | 2,940            |
| 2014年（平成26年） | 2,993            |
| 2015年（平成27年） | 3,189            |
| 2016年（平成28年） | 3,227            |
| 2017年（平成29年） | 3,207            |
| 2018年（平成30年） | 3,222            |
| 2019年（令和元年） | 3,254            |
| 2020年（令和02年） | 2,608            |
| 2021年（令和03年） | 2,697            |

開業後は坂部駅と椋岡駅から当駅に利用者がシフトし、町内唯一の急行停車駅となった。特急停車駅になった近年も、少しずつ増加している。

## 駅周辺
- 阿久比町役場
- 愛知県立阿久比高等学校
- 阿久比町立阿久比中学校
- 阿久比郵便局
- JAあいち知多 阿久比支店
- ヤマナカ陽なたの丘店
- キクテック 中部事業所
- 知多信用金庫 阿久比支店
- 愛知県道55号名古屋半田線

### バス路線
- 阿久比町循環バス
  - オレンジライン:阿久比スポーツ村・草木・萩 方面
  - ブルーライン:宮津団地・東ヶ丘団地・植大 方面

かつては、知多バスが阿久比スポーツ村、宮津団地へ運行していた。
町のマスコットである「アグピー」をモチーフとし、車体に沢山のイラストが配され、愛称は「アグピー号」。
ベース車両はトヨタ・ハイエース。リフトやスロープなどは装備していないので、車いす利用者への対応は成されていない。

## 隣の駅
名古屋鉄道
KC 河和線
■特急
太田川駅 (TA09) - （一部巽ヶ丘駅 (KC05)） - 阿久比駅 (KC08) - （一部住吉町駅 (KC11)） - 知多半田駅 (KC12)
□快速急行・■急行・■準急
巽ヶ丘駅 (KC05) - 阿久比駅 (KC08) - 住吉町駅 (KC11)
■普通
坂部駅 (KC07) - 阿久比駅 (KC08) - 植大駅 (KC09)
かつては当駅 - 植大駅間に椋岡駅が存在した。